# Brachyhesma trichopterota
Brachyhesma trichopterota là một loài Hymenoptera trong họ Colletidae. Loài này được Exley mô tả khoa học năm 1968.